# Loja-Kapelle

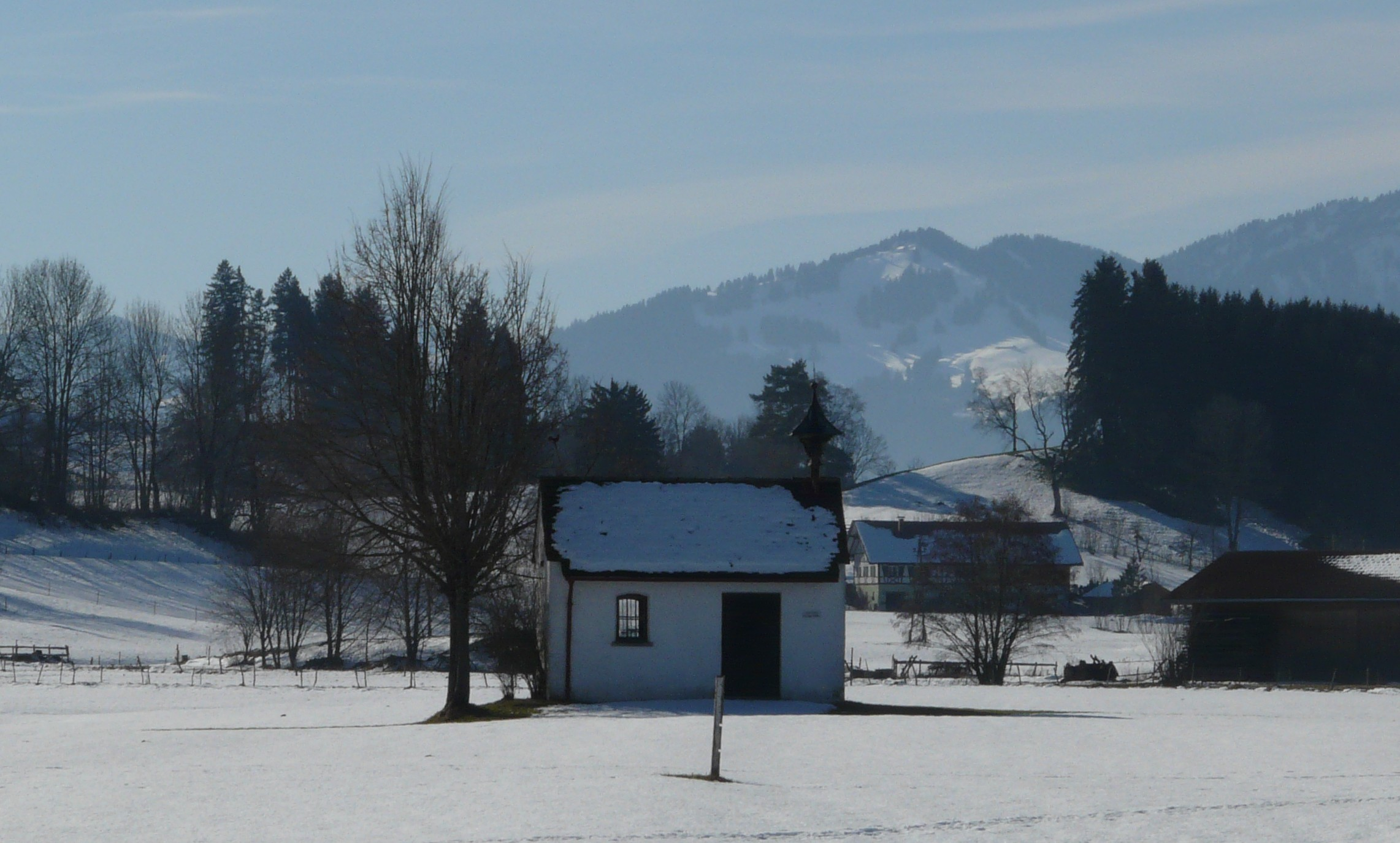
Blick auf die Loja-Kapelle bei Zipfwang in Sulzberg

Die heutige  Loja-Kapelle ist ein Kapellenneubau von 1956 an der Stelle mittelalterlicher und römerzeitlicher Vorgängerbauten bei Zipfwang in Sulzberg.
Sie ist der Heiligen Margarethe geweiht, die zu den Vierzehn Nothelfern zählt.

## Geschichte

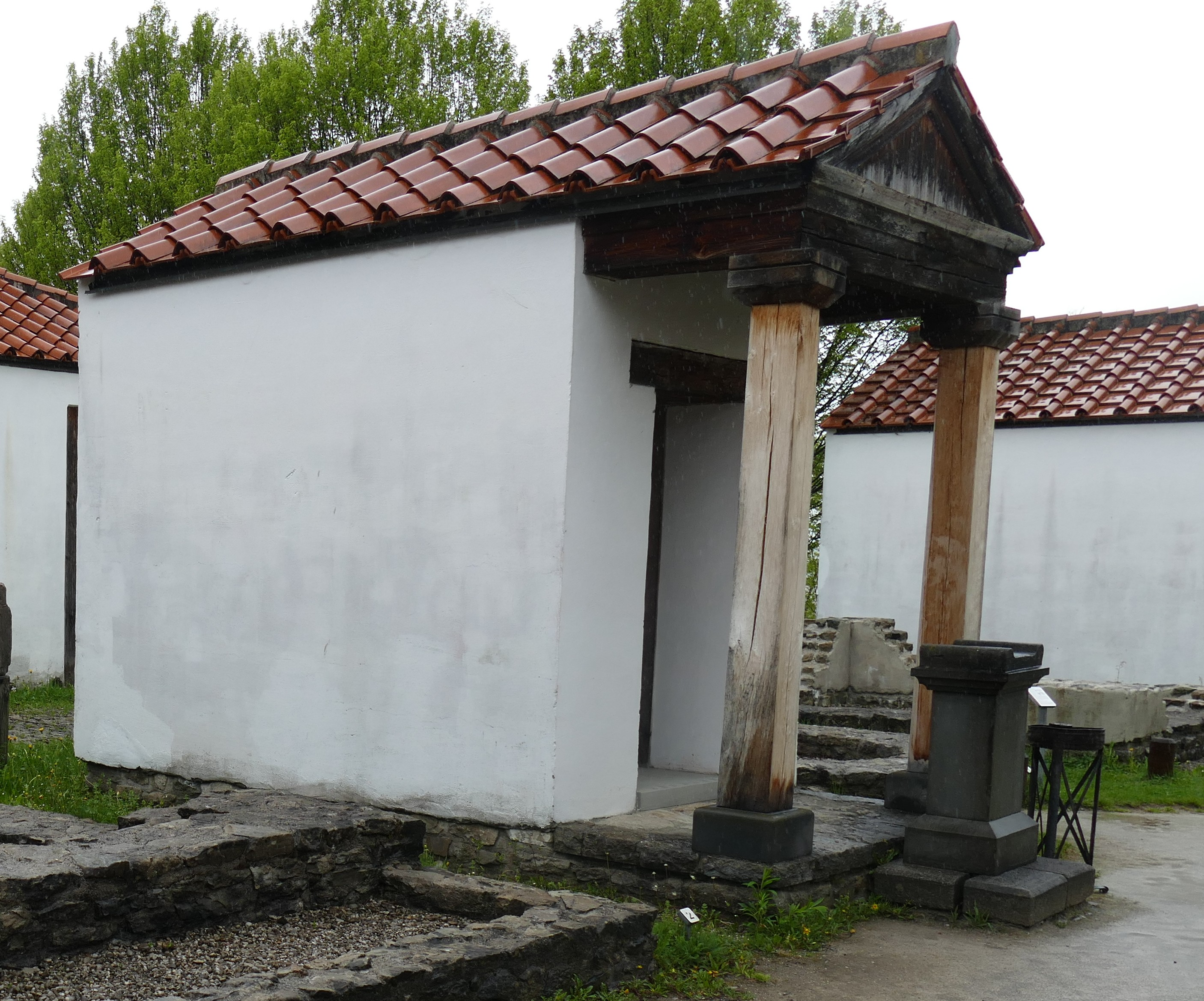
Der antike Vorgängerbau könnte im 3. Jahrhundert etwa so ausgesehen haben – nur viel größer (6,80 * 6,40 m). Rekonstruktionsvorschlag im Archäologischen Park Cambodunum entsprechend den 1936 in Loja ergrabenen Grundmauern.

Die Kapelle befindet sich auf den Resten eines antiken Gebäudes aus dem 1. bis 3. Jahrhundert, welches vom Archäologen Ludwig Ohlenroth bei der Ausgrabung im Jahre 1936 untersucht wurde. Dieses Gebäude wurde laut Ausgrabungsbericht zunächst in Holzbauweise errichtet, später in Stein überbaut und mit einer Hypokaust-Fußbodenheizung ausgestattet. Ab dem 3. Jahrhundert wurde dieses Gebäude laut Ohlenroth in einen Tempel umgewandelt. Da das Gebiet bis zum 5. Jahrhundert Teil des römischen Reichs war, in dem ab dem Jahr 380 das Christentum als Staatsreligion eingeführt wurde, könnte dieser Tempel als frühchristliche Kirche benutzt worden sein. Die Kapellenheilige Margaretha von Antiochia († um 305) stammte aus Galatien einer ehemals keltisch besiedelten Landschaft des römischen Reichs.
Durch eine Radarprospektion im Jahr 2013 wurde der antike Vorgängerbau als Teil der römischen Villa Rustica von Zipfwang oder kleinen Siedlung identifiziert, von der mehrere weitere Gebäude und eine Umfassungsmauer nachgewiesen werden konnten.

## Die mittelalterliche Loja-Kapelle
Im Mittelalter wurde genau über dem möglichen römischen Tempel eine Kapelle erbaut, die im Jahre 1936 noch von Ohlenroth untersucht werden konnte. Dieser Bau war mindestens zweiphasig, nach Ohlenroth aus den Abbruchsteinen des römischen Baus, ungenau geostet und mit einem möglichen Anbau aus Holz. Funde spätmittelalterlicher Keramik und religiöser Medaillen aus dem frühen 17. Jahrhundert datieren die Kapelle auf mindestens diese Zeitstellung.
Laut Ohlenroth wäre es aber verfrüht .. schon von einem lückenlosen Anschluß der Überlieferung zwischen dem römerzeitlichen Bau und der mittelalterlichen Kapelle zu sprechen.

## Mirakelkreuz von Ried

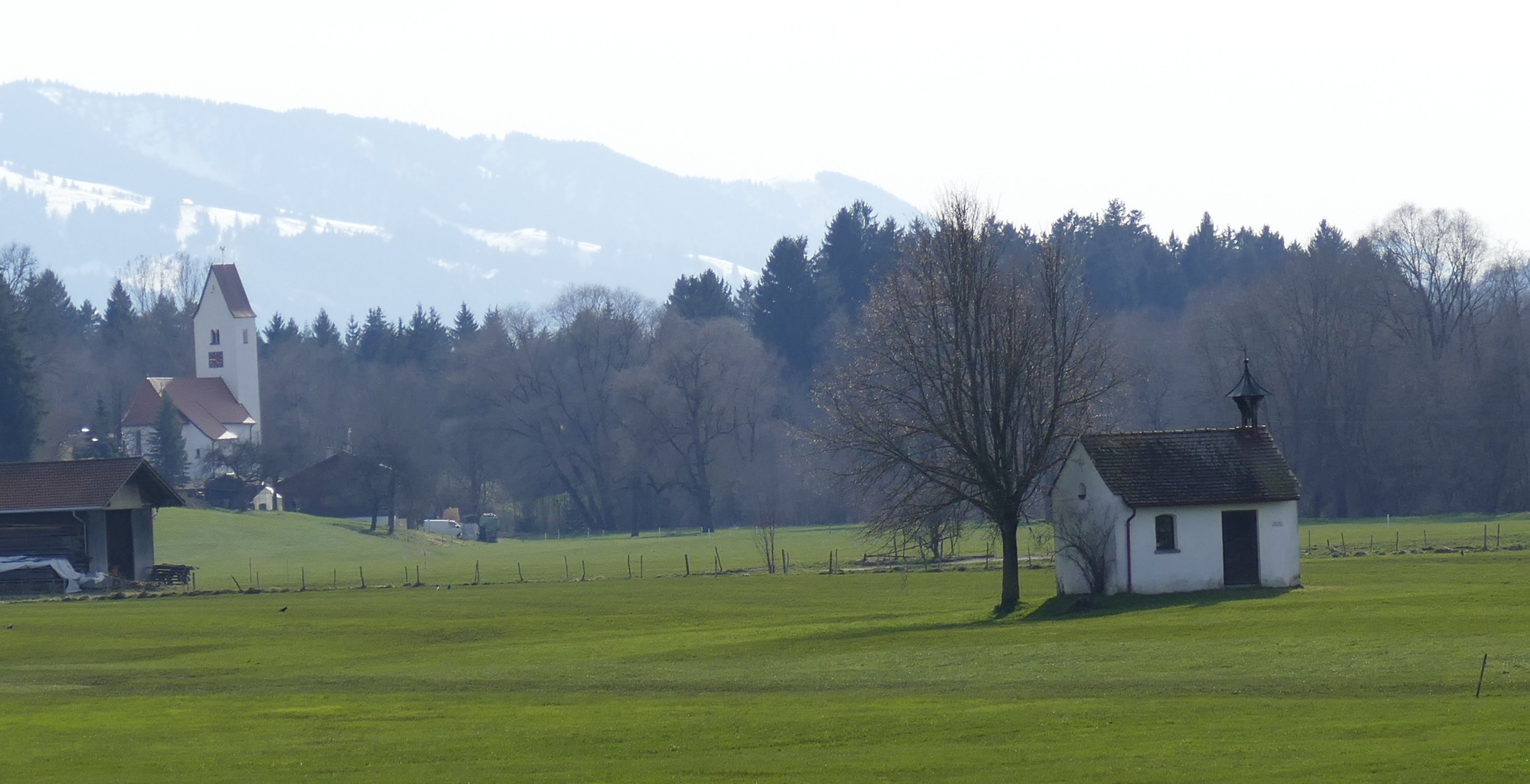
Lojakapelle mit Blick nach St. Michael in Ried bei Ottacker

Nach der Legende wurde am Ort der Loja-Kapelle ein gotisches Vortragekreuz gefunden, das sogenannte Mirakelkreuz von Ried. Es wurde in der nahen Filialkirche St. Michael in Ried bei Ottacker aufbewahrt, die nach der Legende eigens dafür erbaut wurde. Stilistisch kann das Kreuz aus vergoldeten Kupferteilen in die Mitte des 14. Jahrhunderts datiert werden; Ohlenroth nennt es eine hervorragende spätgotische Goldschmiedearbeit.
Das Kreuz wurde 1948 gestohlen und zerstört; nur der Holzkern wurde gefunden.
Ein Foto des originalen Kreuzes ist in einem Buch von 1908 erhalten.

Fotografie des originalen Mirakelkreuzes aus dem Buch Die Allgäuer Alpen: Land und Leute von Max Förderreuther 1908

## Der Name Loja
Nach Ohlenroth könnte der Name von St. Lei stammen, dem volkstümlichen Name des Heiligen St. Eligius, dem Patron der Goldschmiede. er könnte vor der Heiligen Margarethe Patron der Kapelle gewesen sein. Etymologisch ist die Herleitung von St. Lei schwierig, weil damit nicht der Endbuchstabe 'a' zu erklären ist. Darum bevorzugt Ohlenroth die Erklärung als Ableitung eines vorrömischen Flussnamens mit der Wurzel a-aha (wie Ach), was zur Lage an einer kleinen Ach bzw. ihrer Mündung in die Iller passen würde.
Als Beispiel nennt er Leubas und LOIUM bei Rouen. Die Anlehnung an vorrömische Flussnamen war in der römischen Zeit geläufig und ihre Erhaltung besonders häufig.
Als kleine Ache könnte der Huberbach oder der Kenelsbach in Frage kommen.